# 沃当库尔
沃当库尔（法語：Vaudancourt，法語發音：[vodɑ̃kuʁ]）是法国瓦兹省的一个市镇，属于博韦区。

## 地理
沃当库尔（49°14'1"N, 1°45'20"E）面积4.67 平方千米，位于法国上法蘭西大區瓦兹省，该省份为法国北部内陆省份，北起索姆省，西接厄尔省和滨海塞纳省，南至塞纳-马恩省和瓦兹河谷省，东临埃纳省。
与沃当库尔接壤的市镇（或旧市镇、城区）包括：韦克桑地区布里、蒙雅武、帕尔讷。

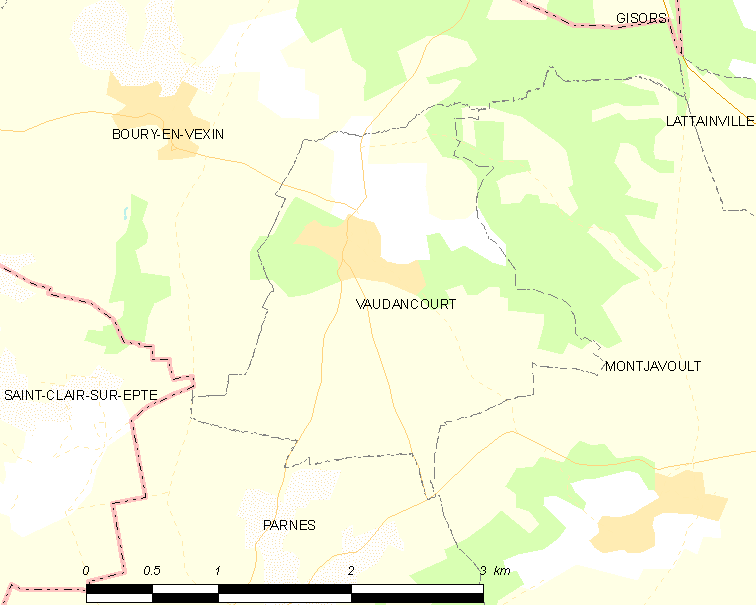
沃当库尔的OSM定位图

沃当库尔的时区为UTC+01:00、UTC+02:00（夏令时）。

## 行政
沃当库尔的邮政编码为60240，INSEE市镇编码为60659。

## 政治
沃当库尔所属的省级选区为韦克桑地区肖蒙县。

## 人口

1962-2008年间沃当库尔人口变化图示

沃当库尔于2022年1月1日时的人口数量为163人。